# 约翰·卡尔·威廉·伊利格
約翰·卡爾·威廉·伊利格（德語：Johann Karl Wilhelm Illiger，1775年11月19日—1813年5月10日）是一名德國昆蟲學家和動物學家。
伊利格是不伦瑞克一位商人的兒子。他曾師從昆蟲學家約翰·克里斯蒂安·路德維希·黑爾維希，後來在約翰·森圖里斯·霍夫曼塞格的動物學收藏館工作。從1810年 動物博物館（即今日的柏林自然博物館）成立起，伊利格擔任該博物館的教授和館長直至去世。
他是《哺乳動物和鳥類系統論》（Prodromus systematis mammalium et avium，1811年）的作者，該書對林奈系統進行了全面修訂。它對科概念的採用產生重大影響。他也編輯了《昆蟲學雜誌》（Magazin für Insektenkunde），即廣為人知的伊利格雜誌。
1811年，他將大象、乳齒象和真猛獁象歸入長鼻目。他也描述了海象亞種太平洋海象（Odobenus rosmarus divergens）。藍翅金剛鸚鵡（Primolius maracana）即是以他的名字命名。植物學中的青藤屬（Illigera）也以他的名字命名。